# La Magdalena (Salamanca)
La Magdalena es una localidad del municipio de El Tejado, en la comarca del Alto Tormes, provincia de Salamanca, España.

## Historia
Inicialmente, esta localidad estuvo ligada en su reconquista en el siglo XII a la Comunidad de Villa y Tierra de Ávila, a la que perteneció hasta principios del siglo XVII dentro de la Tierra de Puente del Congosto. En 1539, la localidad, perteneciente hasta entonces a la Orden de Calatrava, fue transferida junto al resto de aldeas y lugares de Puente del Congosto a los territorios de los duques de Alba. En 1833, la división territorial encuadró a La Magdalena en la provincia de Salamanca y la Región Leonesa, dentro del municipio de El Tejado.

## Demografía
En 2019 La Magdalena contaba con una población de 55 habitantes, de los cuales 26 son varones y 29 son mujeres (INE 2019).
| Gráfica de evolución demográfica de La Magdalena (Salamanca) entre 2000 y 2019 |
|                                                                                |
| Población según el padrón municipal de 2019.                                   |